# Lubuk Besar (Asam Jujuhan)
Lubuk Besar is een bestuurslaag in het regentschap Dharmasraya van de provincie West-Sumatra, Indonesië. Lubuk Besar telt 2743 inwoners (volkstelling 2010).